# Ґурхолі
Ґурхолі — населений пункт в штаті Махараштра, округ Пуне, Мешканці Ґурхолі переважно займаються сільським господарством та переробкою врожаю. Знаходиться за 16 км від містечка Сасвад, 21 км — від Єюрі, 16 км — від Урулі Канхам. На заході межує з Ваґнапуром, від столиці штату віддалене на 160 км, від Бараматі — 70 км, від Пуне — 30 км.
| Індія | Це незавершена стаття з географії Індії. Ви можете допомогти проєкту, виправивши або дописавши її. |